# 达里尔·霍默
达里尔·霍默（英語：Daryl Homer，1990年7月16日—）生于美屬維爾京群島聖托馬斯島，是一名美国击剑运动员，曾获得2016年夏季奥林匹克运动会男子个人佩剑银牌，这是美国队32年来在该项目上获得的首枚奖牌。